# Михаљ Патаки
Михаљ Патаки (мађ. Pataki Mihály) био је мађарски фудбалер аматер који се такмичио на Летњим олимпијским играма 1912. Био је члан мађарске олимпијске репрезентације и одиграо је један меч на главном турниру као и један меч на утешном турниру. У финалу утешног турнира Патаки је постигао један гол против Аустрије. Такође је накратко радио, 3 утакмице, као селектор фудбалске репрезентације Мађарске 1930. године.

## Играчка каријера

### Клубови
Фудбалом је почео да се бави 1908. године у подмладкубудимпештанског фудбалског клуба Ференцварош. У мађарској првој лиги дебитовао је са 17 година, 12. септембра 1910. против Немзет ШК и на тој утакмици је постигао два гола. Прве три сезоне три пута су заредом освојили шампионску титулу, а 1913. године и мађарски куп. Након тога годинама су били други и трећи, само једном четврти. У последње две године Патакијеве фудбалске каријере поново су постали шампиони а у сезони 1925/26, са 32 године, постао је фудбалер године и поново постао репрезентативац. И после увођења професионализма 1926. године, играо је у тиму као аматер. У Фрадију је наступио на укупно 380 утакмица (185 лигашких, 140 међународних, 55 домаћих наградних мечева) и постигао 280 голова (113 лигашких, 167 осталих).
Имао је занимљиву навику да по хладном, кишном времену игра у рукавицама од белог конца како би заштитио прсте, јер је волео и да свира виолину.

### Репрезентација
Између 1912. и 1927. године 24 пута је био у репрезентацији Мађарске и постигао је 20 голова. Био је члан тима који је учествовао на Летњим олимпијским играма 1912. у Стокхолму. Репрезентација Мађарске је овај турнир завршила као пета и у утешној категорији.

### Тренер
Након играчког пензионисања 1927. године, на захтев Беле Мејлингера, Патаки је радио за Ференцварош још 15 година, као спортски директор и професионални менаџер. Затим је, искуством своје каријере као двадесетогодишњи играч, помогао главним тренерима Фрадија, укључујући Золтана Блума, у шампионату који је освојио са 100% успеха, 1931/32, Ференцварош је одиграо 22 утакмице и остварио 22 победе. Крајем тридесетих година, на његов предлог, екипа је почела да игра по VM систему, са три бека, а томе је заслужна и титула првака 1940/41.
Године 1930. био је савезни капитен репрезентације на три утакмице. Његов рекорд је био 2 ремија и 1 пораз:
- Швајцарска, 2 : 2, Базел[4]
- Чехословачка , 1 : 1, Праг[5]
- Италија, 0 : 5, Будимпешта[6]

## Достигнућа

### Играч
- Летње олимпијске игре
  - 5.: 1912. Стокхолм
- Првенство Мађарске
  - шампион: 1910/11, 1911/12, 1912/13, 1925/26, 1926/27.
- Куп Мађарске
  - победник: 1913, 1922, 1927.
  - финалиста: 1912.

Августа куп
победник: 1914.
- Мађарски играч године: 1925/26.
- Члан Ференцварошеве куће славних: 1925.